# 龍蕉Sun
龍蕉Sun是台灣台鐵集集車站的貓站長，自2022年1月上任，2023年6月卸任。

## 生平
2021年10月，在還是小貓時被民眾捕獲及送交給南投縣家畜疾病防治所。同年被集集鎮公所和當地觀光工廠業者黃稚淋共同領養。其名字「龍蕉Sun」乃經過網路票選而命名的，代表集集特產火龍果、香蕉以及溫暖的太陽（Sun）。
2022年1月14日，龍蕉Sun在集集車站建站百週年慶祝活動上正式就任集集車站的貓站長，當日牠還與來自高雄的高捷橋頭糖廠站貓站長「蜜柑」相見。龍蕉Sun專屬的貓屋位於集集車站旁的鐵道倉庫（遊客服務中心），每星期最多會有五天上班。
2023年6月因配合遊客服務中心改建，龍蕉Sun卸下站長職務，目前以小名黃吉吉身分在Facebook和IG分享卸任後的生活點滴。

## 外部連結
- 龍蕉Sun的Facebook專頁
- 龍蕉Sun的Instagram帳戶